# La spada della libertà
La spada della libertà (Sword of Freedom) è una serie televisiva britannica in 39 episodi trasmessi per la prima volta nel corso di una stagione dal 1957 al 1958. È una serie d'avventura ambientata nella Firenze del XVI secolo.

## Trama
Firenze, XVI secolo. Marco del Monte è un giovane pittore di ispirazione repubblicana che vive in una città governata ormai in maniera dispotica dai tiranni duca de' Medici, in particolare dalla sorella di Lorenzo de' Medici, Francesca, attratta da Marco. La donna di cui Marco è innamorato è però Angelica, una bellissima ex borseggiatrice che fa anche da modella per i suoi quadri, mentre il suo migliore amico e confidente è Sandro. Machiavelli è consigliere del Duca, e il capitano Rodrigo è il capo delle forze dell'ordine dei Medici. Gli episodi descrivono perlopiù i tentativi della fazione repubblicana di rovesciare, o per lo meno resistere al governo dei Medici e al loro tentativo di instaurare un controllo totale sulla cittadinanza.

## Personaggi e interpreti
- Marco del Monte (39 episodi, 1957-1958), interpretato da Edmund Purdom.
- Duca de Medici (18 episodi, 1957-1958), interpretato da Martin Benson.
- Capitano Rodrigo (16 episodi, 1957-1958), interpretato da Derek Sydney.
- Angelica (11 episodi, 1957), interpretata da Adrienne Corri.
- Sandro (10 episodi, 1957), interpretato da Roland Bartrop.
- Francesca (9 episodi, 1957-1958), interpretata da Monica Stevenson.
- Machiavelli (7 episodi, 1957), interpretato da Kenneth Hyde.
- Bastiano (4 episodi, 1957), interpretato da Patrick Troughton.
- Sebastiano (3 episodi, 1957), interpretato da Basil Dignam.
- Luigi (3 episodi, 1957), interpretato da Geoffrey Bayldon.
- Gonfaloniere (3 episodi, 1957), interpretato da John Dearth.
- Leonardo Da Vinci (3 episodi, 1957), interpretato da Andrew Keir.
- Beatrice (3 episodi, 1957), interpretata da Anne Padwick.
- Il Magistrato (3 episodi, 1957), interpretato da Michael Peake.

### Guest star
Tra le guest star: Patricia Burke, Maxwell Shaw, Roger Gage, Kevin Stoney, Joseph O'Conor, Andrew Cruickshank, Anne Padwick, Geoffrey Bayldon, Charles Gray, Martita Hunt, Tony Thawnton, Paul Hansard, Alec Mango, Tony Wright, George Murcell, Thomas Gallagher, Luciana Paluzzi, William Lucas, Robert Raikes, John Carson, Ronald Hines, Patrick Doonan, Anthony Nicholls, Wilfrid Brambell, Bruce Sharman, Jean Kent, Nigel Davenport.

## Produzione
La serie, ideata da Hannah Weinstein, fu prodotta da Hannah Weinstein Production per la Incorporated Television Company e la Sapphire Films e girato nei Walton Studios, a Walton-on-Thames, e negli Alliance Film Studios, a Twickenham, in Inghilterra. Il tema musicale è Sword of Freedom di Eric Spear.

### Registi
Tra i registi sono accreditati:
- Terry Bishop in 16 episodi (1957-1958)
- Peter Maxwell in 8 episodi (1957)
- Anthony Squire in 6 episodi (1957)
- Coby Ruskin in 4 episodi (1957)
- Bernard Knowles in 3 episodi (1957)
- Terence Fisher in 2 episodi (1957)

### Sceneggiatori
Tra gli sceneggiatori sono accreditati:
- George Baxt in 10 episodi (1957)
- Michael Connor in 9 episodi (1957)
- William Templeton in 6 episodi (1957)
- Robert Westerby in 6 episodi (1957)
- Leighton Reynolds in 3 episodi (1957)
- Ian McLellan Hunter in 2 episodi (1957)

## Distribuzione
La serie fu trasmessa nel Regno Unito dal 1957 al 1958 sulla rete televisiva Independent Television. In Italia è stata trasmessa con il titolo La spada della libertà.
Alcune delle uscite internazionali sono state:
- nel Regno Unito(Sword of Freedom)
- negli Stati Uniti
- in Argentina (La espada de la libertad)
- in Italia (La spada della libertà)

## Episodi
| Stagione       | Episodi | Prima TV Regno Unito |
| -------------- | ------- | -------------------- |
| Prima stagione | 27      | 1957-1958            |